# Gran Premio di superbike d'Aragona 2019
Il Gran Premio di superbike d'Aragona 2019 è stato la terza prova su tredici del campionato mondiale Superbike 2019, disputato il 6 e 7 aprile sul circuito di Aragón, in gara 1 ha visto la vittoria di Álvaro Bautista davanti a Jonathan Rea e Chaz Davies, la gara Superpole è stata vinta da Álvaro Bautista che ha preceduto Rea e Alex Lowes mentre in gara 2 si è ripetuto lo stesso risultato di gara 1 con Bautista che ha ottenuto il terzo successo del fine settimana, davanti a Rea e Davies.
La vittoria nella gara valevole per il campionato mondiale Supersport 2019 è stata ottenuta da Randy Krummenacher, quella per il campionato mondiale Supersport 300 2019 è stata di Manuel González.

## Risultati

### Gara 1

#### Arrivati al traguardo
| Pos. | Nº | Pilota                | Squadra                  | Motocicletta         | Giri | Tempo     | Griglia | Punti |
| ---- | -- | --------------------- | ------------------------ | -------------------- | ---- | --------- | ------- | ----- |
| 1º   | 19 | Álvaro Bautista       | Aruba.it Racing - Ducati | Ducati Panigale V4 R | 18   | 31'38.578 | 1º      | 25    |
| 2º   | 1  | Jonathan Rea          | Kawasaki Racing          | Kawasaki ZX-10RR     | 18   | +1.450    | 10º     | 20    |
| 3º   | 7  | Chaz Davies           | Aruba.it Racing - Ducati | Ducati Panigale V4 R | 18   | +1.473    | 8º      | 16    |
| 4º   | 22 | Alex Lowes            | Pata Yamaha              | Yamaha YZF R1        | 18   | +6.108    | 4º      | 13    |
| 5º   | 66 | Tom Sykes             | BMW Motorrad             | BMW S1000 RR         | 18   | +8.932    | 3º      | 11    |
| 6º   | 60 | Michael van der Mark  | Pata Yamaha              | Yamaha YZF R1        | 18   | +9.450    | 11º     | 10    |
| 7º   | 11 | Sandro Cortese        | GRT Yamaha               | Yamaha YZF R1        | 18   | +9.985    | 2º      | 9     |
| 8º   | 54 | Toprak Razgatlıoğlu   | Turkish Puccetti Racing  | Kawasaki ZX-10RR     | 18   | +19.303   | 16º     | 8     |
| 9º   | 91 | Leon Haslam           | Kawasaki Racing          | Kawasaki ZX-10RR     | 18   | +26.081   | 12º     | 7     |
| 10º  | 81 | Jordi Torres          | Pedercini Racing         | Kawasaki ZX-10RR     | 18   | +26.325   | 9º      | 6     |
| 11º  | 2  | Leon Camier           | Moriwaki Althea Honda    | Honda CBR1000RR      | 18   | +26.571   | 14º     | 5     |
| 12º  | 33 | Marco Melandri        | GRT Yamaha               | Yamaha YZF R1        | 18   | +26.858   | 13º     | 4     |
| 13º  | 21 | Michael Ruben Rinaldi | Barni Racing             | Ducati Panigale V4 R | 18   | +27.219   | 5º      | 3     |
| 14º  | 23 | Ryūichi Kiyonari      | Moriwaki Althea Honda    | Honda CBR1000RR      | 18   | +28.340   | 17º     | 2     |
| 15º  | 50 | Eugene Laverty        | Team Goeleven            | Ducati Panigale V4 R | 18   | +28.400   | 6º      | 1     |

#### Ritirati
| Nº | Pilota               | Squadra                  | Motocicletta     | Giri | Griglia |
| -- | -------------------- | ------------------------ | ---------------- | ---- | ------- |
| 52 | Alessandro Delbianco | Althea Mie Racing        | Honda CBR1000RR  | 0    | 18º     |
| 36 | Leandro Mercado      | Orelac Racing VerdNatura | Kawasaki ZX-10RR | 0    | 15º     |
| 28 | Markus Reiterberger  | BMW Motorrad             | BMW S1000 RR     | 0    | 7º      |

### Gara Superpole

#### Arrivati al traguardo
| Pos. | Nº | Pilota               | Squadra                  | Motocicletta         | Giri | Tempo     | Griglia | Punti |
| ---- | -- | -------------------- | ------------------------ | -------------------- | ---- | --------- | ------- | ----- |
| 1º   | 19 | Álvaro Bautista      | Aruba.it Racing - Ducati | Ducati Panigale V4 R | 10   | 18'25.853 | 1º      | 12    |
| 2º   | 1  | Jonathan Rea         | Kawasaki Racing          | Kawasaki ZX-10RR     | 10   | +5.791    | 10º     | 9     |
| 3º   | 22 | Alex Lowes           | Pata Yamaha              | Yamaha YZF R1        | 10   | +5.906    | 4º      | 7     |
| 4º   | 7  | Chaz Davies          | Aruba.it Racing - Ducati | Ducati Panigale V4 R | 10   | +6.052    | 8º      | 6     |
| 5º   | 66 | Tom Sykes            | BMW Motorrad             | BMW S1000 RR         | 10   | +9.217    | 3º      | 5     |
| 6º   | 50 | Eugene Laverty       | Team Goeleven            | Ducati Panigale V4 R | 10   | +9.921    | 6º      | 4     |
| 7º   | 91 | Leon Haslam          | Kawasaki Racing          | Kawasaki ZX-10RR     | 10   | +10.221   | 12º     | 3     |
| 8º   | 81 | Jordi Torres         | Pedercini Racing         | Kawasaki ZX-10RR     | 10   | +11.961   | 9º      | 2     |
| 9º   | 11 | Sandro Cortese       | GRT Yamaha               | Yamaha YZF R1        | 10   | +13.712   | 2º      | 1     |
| 10º  | 54 | Toprak Razgatlıoğlu  | Turkish Puccetti Racing  | Kawasaki ZX-10RR     | 10   | +14.218   | 16º     |       |
| 11º  | 33 | Marco Melandri       | GRT Yamaha               | Yamaha YZF R1        | 10   | +19.481   | 13º     |       |
| 12º  | 2  | Leon Camier          | Moriwaki Althea Honda    | Honda CBR1000RR      | 10   | +21.149   | 14º     |       |
| 13º  | 23 | Ryūichi Kiyonari     | Moriwaki Althea Honda    | Honda CBR1000RR      | 10   | +27.041   | 17º     |       |
| 14º  | 52 | Alessandro Delbianco | Althea Mie Racing        | Honda CBR1000RR      | 10   | +43.317   | 18º     |       |
| 15º  | 60 | Michael van der Mark | Pata Yamaha              | Yamaha YZF R1        | 10   | +1'20.614 | 11º     |       |

#### Ritirati
| Nº | Pilota                | Squadra      | Motocicletta         | Giri | Griglia |
| -- | --------------------- | ------------ | -------------------- | ---- | ------- |
| 28 | Markus Reiterberger   | BMW Motorrad | BMW S1000 RR         | 5    | 7º      |
| 21 | Michael Ruben Rinaldi | Barni Racing | Ducati Panigale V4 R | 0    | 5º      |

### Gara 2

#### Arrivati al traguardo
| Pos. | Nº | Pilota                | Squadra                  | Motocicletta         | Giri | Tempo     | Griglia | Punti |
| ---- | -- | --------------------- | ------------------------ | -------------------- | ---- | --------- | ------- | ----- |
| 1º   | 19 | Álvaro Bautista       | Aruba.it Racing - Ducati | Ducati Panigale V4 R | 18   | 31'38.578 | 1º      | 25    |
| 2º   | 1  | Jonathan Rea          | Kawasaki Racing          | Kawasaki ZX-10RR     | 18   | +1.450    | 10º     | 20    |
| 3º   | 7  | Chaz Davies           | Aruba.it Racing - Ducati | Ducati Panigale V4 R | 18   | +1.473    | 8º      | 16    |
| 4º   | 91 | Leon Haslam           | Kawasaki Racing          | Kawasaki ZX-10RR     | 18   | +26.081   | 12º     | 13    |
| 5º   | 22 | Alex Lowes            | Pata Yamaha              | Yamaha YZF R1        | 18   | +10.687   | 4º      | 11    |
| 6º   | 50 | Eugene Laverty        | Team Goeleven            | Ducati Panigale V4 R | 18   | +28.400   | 6º      | 10    |
| 7º   | 81 | Jordi Torres          | Pedercini Racing         | Kawasaki ZX-10RR     | 18   | +26.325   | 9º      | 9     |
| 8º   | 22 | Michael van der Mark  | Pata Yamaha              | Yamaha YZF R1        | 18   | +10.687   | 11º     | 8     |
| 9º   | 21 | Michael Ruben Rinaldi | Barni Racing             | Ducati Panigale V4 R | 18   | +27.219   | 5º      | 7     |
| 10º  | 11 | Sandro Cortese        | GRT Yamaha               | Yamaha YZF R1        | 18   | +9.985    | 2º      | 6     |
| 11º  | 33 | Marco Melandri        | GRT Yamaha               | Yamaha YZF R1        | 18   | +26.858   | 13º     | 5     |
| 12º  | 66 | Tom Sykes             | BMW Motorrad             | BMW S1000 RR         | 18   | +8.932    | 3º      | 4     |
| 13º  | 2  | Leon Camier           | Moriwaki Althea Honda    | Honda CBR1000RR      | 18   | +26.571   | 14º     | 3     |
| 14º  | 23 | Ryūichi Kiyonari      | Moriwaki Althea Honda    | Honda CBR1000RR      | 18   | +28.340   | 17º     | 2     |
| 15º  | 28 | Markus Reiterberger   | BMW Motorrad             | BMW S1000 RR         | 18   | +32.094   | 7º      | 1     |

#### Ritirati
| Nº | Pilota               | Squadra                 | Motocicletta     | Giri | Griglia |
| -- | -------------------- | ----------------------- | ---------------- | ---- | ------- |
| 52 | Alessandro Delbianco | Althea Mie Racing       | Honda CBR1000RR  | 10   | 18º     |
| 36 | Toprak Razgatlıoğlu  | Turkish Puccetti Racing | Kawasaki ZX-10RR | 7    | 15º     |

### Supersport

#### Arrivati al traguardo
| Pos. | Nº | Pilota              | Squadra                  | Motocicletta     | Giri | Tempo     | Griglia | Punti |
| ---- | -- | ------------------- | ------------------------ | ---------------- | ---- | --------- | ------- | ----- |
| 1º   | 21 | Randy Krummenacher  | Bardahl Evan Bros.       | Yamaha YZF R6    | 16   | 30'54.79  | 3º      | 25    |
| 2º   | 3  | Raffaele De Rosa    | MV Agusta Reparto Corse  | MV Agusta F3 675 | 16   | +0.094    | 6º      | 20    |
| 3º   | 64 | Federico Caricasulo | Bardahl Evan Bros.       | Yamaha YZF R6    | 16   | +0.158    | 2º      | 16    |
| 4º   | 36 | Thomas Gradinger    | Kallio Racing            | Yamaha YZF R6    | 16   | +0.732    | 1º      | 13    |
| 5º   | 16 | Jules Cluzel        | GMT94 Yamaha             | Yamaha YZF R6    | 16   | +3.312    | 4º      | 11    |
| 6º   | 94 | Corentin Perolari   | GMT94 Yamaha             | Yamaha YZF R6    | 16   | +12.626   | 8º      | 10    |
| 7º   | 44 | Lucas Mahias        | Kawasaki Puccetti Racing | Kawasaki ZX-6R   | 16   | +12.890   | 7º      | 9     |
| 8º   | 78 | Hikari Ōkubo        | Kawasaki Puccetti Racing | Kawasaki ZX-6R   | 16   | +12.996   | 9º      | 8     |
| 9º   | 11 | Kyle Smith          | Pedercini Racing         | Kawasaki ZX-6R   | 16   | +14.331   | 13º     | 7     |
| 10º  | 32 | Isaac Viñales       | Kallio Racing            | Yamaha YZF R6    | 16   | +17.653   | 5º      | 6     |
| 11º  | 56 | Péter Sebestyén     | CIA Landlord Insurance   | Honda CBR600RR   | 16   | +22.995   | 15º     | 5     |
| 12º  | 95 | Jules Danilo        | CIA Landlord Insurance   | Honda CBR600RR   | 16   | +23.111   | 18º     | 4     |
| 13º  | 22 | Federico Fuligni    | MV Agusta Reparto Corse  | MV Agusta F3 675 | 16   | +23.425   | 14º     | 3     |
| 14º  | 84 | Loris Cresson       | Kallio Racing            | Yamaha YZF R6    | 16   | +27.440   | 17º     | 2     |
| 15º  | 6  | María Herrera       | MS Racing                | Yamaha YZF R6    | 16   | +29.392   | 20º     | 1     |
| 16º  | 30 | Glenn van Straalen  | EAB Racing               | Kawasaki ZX-6R   | 16   | +49.383   | 19º     |       |
| 17º  | 38 | Hannes Soomer       | MPM WILSport Racedays    | Honda CBR600RR   | 16   | +51.864   | 10º     |       |
| 18º  | 4  | Christian Stange    | Gemar - Ciociaria Corse  | Honda CBR600RR   | 16   | +55.682   | 23º     |       |
| 19º  | 15 | Alfonso Coppola     | Gemar - Ciociaria Corse  | Honda CBR600RR   | 16   | +1'09.679 | 24º     |       |

#### Ritirati
| Nº | Pilota                | Squadra                  | Motocicletta   | Giri | Griglia |
| -- | --------------------- | ------------------------ | -------------- | ---- | ------- |
| 74 | Jaimie van Sikkelerus | MPM WILSport Racedays    | Honda CBR600RR | 15   | 16º     |
| 48 | Xavier Navand         | DK Motorsport            | Yamaha YZF R6  | 15   | 21º     |
| 86 | Ayrton Badovini       | Pedercini Racing         | Kawasaki ZX-6R | 10   | 11º     |
| 10 | Nacho Calero          | Orelac Racing VerdNatura | Kawasaki ZX-6R | 6    | 22º     |
| 67 | Gaetan Matern         | Flembbo Leader           | Kawasaki ZX-6R | 5    | 25º     |

### Supersport 300

#### Arrivati al traguardo
| Pos. | Nº | Pilota                 | Squadra                                  | Motocicletta       | Giri | Tempo     | Griglia | Punti |
| ---- | -- | ---------------------- | ---------------------------------------- | ------------------ | ---- | --------- | ------- | ----- |
| 1º   | 18 | Manuel González        | Kawasaki ParkinGO                        | Kawasaki Ninja 400 | 11   | 23'38.997 | 1º      | 25    |
| 2º   | 64 | Hugo De Cancellis      | Trasimeno Yamaha                         | Yamaha YZF-R3      | 11   | +0.058    | 3º      | 20    |
| 3º   | 95 | Scott Deroue           | Motoport Kawasaki                        | Kawasaki Ninja 400 | 11   | +0.494    | 15º     | 16    |
| 4º   | 41 | Jan-Ole Jähnig         | Freudenberg KTM Junior                   | KTM RC 390 R       | 11   | +0.545    | 9º      | 13    |
| 5º   | 25 | Andy Verdoïa           | BCD Yamaha MS Racing                     | Yamaha YZF-R3      | 11   | +0.767    | 5º      | 11    |
| 6º   | 72 | Victor Steeman         | Freudenberg KTM Junior                   | KTM RC 390 R       | 11   | +0.865    | 8º      | 10    |
| 7º   | 28 | Omar Bonoli            | Trasimeno Yamaha                         | Yamaha YZF-R3      | 11   | +0.891    | 14º     | 9     |
| 8º   | 88 | Bruno Ieraci           | Kawasaki GP Project                      | Kawasaki Ninja 400 | 11   | +2.364    | 10º     | 8     |
| 9º   | 17 | Koen Meuffels          | Freudenberg KTM                          | KTM RC 390 R       | 11   | +2.477    | 22º     | 7     |
| 10º  | 97 | Maximilian Kappler     | Freudenberg KTM                          | KTM RC 390 R       | 11   | +2.544    | 12º     | 6     |
| 11º  | 6  | Robert Schotman        | Motoport Kawasaki                        | Kawasaki Ninja 400 | 11   | +3.039    | 18º     | 5     |
| 12º  | 3  | Mateo Pedeneau         | MHP Racing-Patrick Pons                  | Yamaha YZF-R3      | 11   | +3.043    | 7º      | 4     |
| 13º  | 27 | Filippo Rovelli        | Kawasaki ParkinGO                        | Kawasaki Ninja 400 | 11   | +3.268    | 20º     | 3     |
| 14º  | 22 | Mykyta Kalinin         | Nutec - RT Motorsports by SKM - Kawasaki | Kawasaki Ninja 400 | 11   | +3.392    | 16º     | 2     |
| 15º  | 8  | Mika Pérez             | Scuderia Maranga Racing                  | Kawasaki Ninja 400 | 11   | +3.395    | 19º     | 1     |
| 16º  | 69 | Jeffrey Buis           | MTM Racing                               | Kawasaki Ninja 400 | 11   | +4.141    | 32º     |       |
| 17º  | 13 | Dino Iozzo             | Nutec - RT Motorsports by SKM - Kawasaki | Kawasaki Ninja 400 | 11   | +4.368    | 26º     |       |
| 18º  | 5  | Guillem Erill          | Deza - Box 77 Racing                     | Kawasaki Ninja 400 | 11   | +6.129    | 6º      |       |
| 19º  | 71 | Tom Edwards            | Kawasaki ParkinGO                        | Kawasaki Ninja 400 | 11   | +6.135    | 29º     |       |
| 20º  | 36 | Beatriz Neila          | BCD Yamaha MS Racing                     | Yamaha YZF-R3      | 11   | +6.347    | 21º     |       |
| 21º  | 99 | Francisco Gomez        | DS Junior                                | Kawasaki Ninja 400 | 11   | +10.260   | 11º     |       |
| 22º  | 7  | Eliton Gohara Kawakami | BCD Yamaha MS Racing                     | Yamaha YZF-R3      | 11   | +10.412   | 34º     |       |
| 23º  | 11 | Kevin Arduini          | 2R Racing                                | Kawasaki Ninja 400 | 11   | +17.357   | 28º     |       |
| 24º  | 44 | Tom Bramich            | Carl Cox-RT Motorsports by SKM-Kawasaki  | Kawasaki Ninja 400 | 11   | +23.896   | 33º     |       |
| 25º  | 42 | Marc García            | DS Junior                                | Kawasaki Ninja 400 | 11   | +23.915   | 24º     |       |
| 26º  | 15 | Manuel Bastianelli     | Prodina Ircos Kawasaki                   | Kawasaki Ninja 400 | 11   | +36.500   | 30º     |       |
| 27º  | 78 | Joseph Foray           | Prodina Ircos Kawasaki                   | Kawasaki Ninja 400 | 11   | +36.510   | 43º     |       |

#### Ritirati
| Nº | Pilota                  | Squadra                                  | Motocicletta       | Giri | Griglia |
| -- | ----------------------- | ---------------------------------------- | ------------------ | ---- | ------- |
| 20 | Dorren Loureiro         | Nutec - RT Motorsports by SKM - Kawasaki | Kawasaki Ninja 400 | 10   | 23º     |
| 14 | Enzo de la Vega         | MHP Racing-Patrick Pons                  | Yamaha YZF-R3      | 8    | 17º     |
| 66 | Dion Otten              | MTM Racing                               | Kawasaki Ninja 400 | 7    | 27º     |
| 47 | Ferran Hernandez Moyano | BCD Yamaha MS Racing                     | Yamaha YZF-R3      | 6    | 25º     |
| 1  | Ana Carrasco            | Kawasaki Provec                          | Kawasaki Ninja 400 | 5    | 13º     |
| 55 | Galang Hendra Pratama   | Semakin Di Depan Biblion Motoxracing     | Yamaha YZF-R3      | 3    | 2º      |
| 54 | Bahattin Sofuoğlu       | Turkish Puccetti Racing by TSM           | Kawasaki Ninja 400 | 3    | 36º     |
| 65 | Jacopo Facco            | Semakin Di Depan Biblion Motoxracing     | Yamaha YZF-R3      | 3    | 39º     |
| 16 | Marc Luna Bayen         | Kawasaki GP Project                      | Kawasaki Ninja 400 | 1    | 4º      |